# Hydata diaphana
Hydata diaphana är en fjärilsart som beskrevs av W. Warren 1904. Hydata diaphana ingår i släktet Hydata och familjen mätare. Inga underarter finns listade i Catalogue of Life.